# Ирландия
Вижте пояснителната страница за други значения на Ирландия.
Република Ирландия или Ейре (на ирландски: Éire; Poblacht na hÉireann – Поблахт нъ х'Ейрън) е държава в Северозападна Европа, която заема около 5/6 от територията на остров Ирландия. Останалата 1/6 е заета от Северна Ирландия – част от Обединеното кралство. Площта на Ейре е 70 831 km², от които 69 414 km² суша и 1417 km² водна площ. Страната е на пето място по БВП на глава от населението и е пета по ИЧР, като по този начин има едно от най-високите нива на жизнен стандарт в света. Населението на Ирландия нараства най-бързо в Европа с темп на годишния растеж от 2,5%.
Страната има висококачествена образователна система, предоставя висока свобода на словото, политическа и икономическа свобода. През 2015 г. Република Ирландия е на 11-о място по свобода на пресата в света (осмо в Европа) по данни на Репортери без граници (+5 места спрямо предходната година).
Ирландия има развита и модерна икономика, фокусирана главно върху сферата на услугите и високите технологии и е страна-членка на ЕС, ОИСР и ООН. Тя е сред най-богатите, най-развитите, демократични и мирни държави в света. Тъй като държавата води политика на неутралитет, тя не е член на НАТО.
Официалните езици в страната са ирландският и английският. Националният празник на Ирландия е „Ден на свети Патрик“, който се чества на 17 март.

## География

### Брегове
На изток бреговата линия на Ирландия е слабо разчленена, докато на запад е силно разчленена от множество врязващи се заливи в сушата (Бантри, Кенмър Ривър, Дингъл, Холуей, Клу, Донигал и др.) и дълбоко навлизащи в океана полуострови (Каха, Кери и др.).

### Природни райони
- Централна низина – с леко хълмистата и окарстена повърхност, с обилие от езера, блата, ливади и мочурища, заема повече от половината на острова.
- Западно крайбрежие – със силно изрязана брегова линия, разчленен нископланински релеф, влажен климат и господство на мочурища и тресавища.
- Източно крайбрежие – слабо разчленено, с редуване на възвишения и малки равнини, с отделни масиви от широколистни и иглолистни гори.
- Южно нископланинско крайбрежие – с най-мек климат, дълбоко разчленени планински склонове и обилие от къси и пълноводни реки.[3]

### Релеф, геоложки строеж, полезни изкопаеми
Повече от половината от територията на Ирландия (основно централната част) е заета от Централната Ирландска низина (височина 40 – 100 m) с отделни изолирани ниски възвишения и хълмове (Слив Блум, Слив Оти, Слив Берна и др.), изградена основно от пясъчници и варовици, препокрити моренни наслаги. Във варовиците са развити карстови форми – нопори, ували, пещери, подземни реки и езера. Крайбрежните райони са заети от дълбоко разчленени възвишения и ниски планини с древни повърхностна пенепленизация – Донигал (815 m) на север, Слив Гамф (544 m), Нефин Бег (722 m) и Конемара (819 m) на запад, Уиклоу (926 m) на изток, Каха (707 m) и Кери (връх Керънтуил 1039 m, най-високата точка на Ирландия) на югозапад.

Остров Ирландия почти цялостно попада в системата на британските каледониди със североизточно простиране. Обособени са 2 зони: метаморфна, съставена от кристалинни шисти, гнайси, магматити и гранити с горнодокамбрийска възраст и неметаморфна, изградена от пясъчници, шисти, конгломерати, спилити и туфи с долнопалеозойска възраст. В геосинклиналните комплекси на северозапад несъгласувано залягат девонски и карбонски орогенни хоризонти, изградени от червеноцветни пясъчници, конгломерати, аргилити, карбонатни и въглищни породи. На североизток са развити мезозойски морски наслаги и палеогенови платобазалти. В крайния юг се простира херцинската зона, изградена от девонски и карбонски шисти и варовици.
Най-голямо значение от полезните изкопаеми на Ирландия имат големите торфени запаси. В горнопалеозойските падини са развити малки находища на каменни въглища (Килкени, Карлоу). В централните части се разработва постмагматичното оловно-цинково находище в Шели Силвермайнс (най-голямото в Европа), в района на Авоки – медно-пиритови находища, а в карбонските варовици – пластови фосфорити. През последните години в регионалните води на Ирландия са открити солидни запаси от нефт и газ.

### Климат
Климатът е умерен океански, като преобладава неустойчиво циклонално време с чести дъждове, мъгли и ветрове. Зимата е мека, безснежна със средна януарска температура 5 – 8 °С, а лятото прохладно, облачно със средна юлска температура 14 – 16 °С. Годишната сума на валежите варира от 700 – 800 mm на изток, до 1000 – 1500 mm на запад, а в планините над 2000 mm, с максимум през зимата.
| температура | яну  | фев  | мар   | апр   | май   | юни   | юли   | авг   | сеп   | окт   | ное   | дек  |
| ----------- | ---- | ---- | ----- | ----- | ----- | ----- | ----- | ----- | ----- | ----- | ----- | ---- |
| минимална   | 3 °C | 3 °C | 4 °C  | 5 °C  | 7 °C  | 10 °C | 12 °C | 12 °C | 10 °C | 8 °C  | 5 °C  | 4 °C |
| максимална  | 8 °C | 8 °C | 10 °C | 12 °C | 15 °C | 17 °C | 19 °C | 19 °C | 17 °C | 13 °C | 10 °C | 8 °C |

### Води
Благодарение на силното преовлажняване се е формирала гъста речна мрежа, а също и множество езера и блата. Реките са пълноводни целогодишно, не замръзват и се използват за корабоплаване и производство на електроенергия. Най-голямата от реките е Шанън (Shannon / Sionnainn), която със своите 386 km е най-дългата на Британските острови. На изток текат реките Бароу, Шур, Лифи, Бойн и др. Езерата имат предимно тектонско-ледников или карстов произход и са разположени предимно на север, запад и в централните части. На ирландска територия е част от Лох Ней (Lough Neagh / Loch nEathach), най-голямото в Северна Ирландия. Според легендата великанът Фиън мак Куъл (Fionn mac Cumhaill) загребал земя от сегашното място на езерото, за да я хвърли по шотландския си противник, но не уцелил и земята паднала в морето, от което се появил остров Ман. Дупката, която останала в Ирландия, се напълнила с вода, образувайки Лох Ней. На територията на Република Ирландия са разположени Лох Кориб, Лох Маск, Лох Ри, Лох Дерг и др.

### Почви, растителност, животински свят
На остров Ирландия преобладават торфищата, мочурищата, тресавищата и преовлажнените ливади. Торфищата са привързани към киселите торфено-блатни почви. Върху пясъчните почви, често бронирани отгоре с плътен орнщейнски хоризонт са разпространени обширни мочурища и тресавища. Обширните преовлажнени ливади и пасища са развити върху подзолисти ливадно-подзолисти почви. Горите, съставени предимно от дъб, бор и бреза, заемат под 1% от територията на страната. Характерни за Ирландия са дивите цветя, между които е и символът на страната – детелината (shamrock / seamaróg, „детелинка“). Ирландия е обитавана от някои общоевропейски видове бозайници, като лисица, глиган и елен. Над 400 вида птици и множество водни животни (делфин, акула, костенурка) допълват фауната.

## История
Първото известно заселване на хора в Ирландия е от около 8000 година пр.н.е., когато носители на мезолитна култура се преселват от Великобритания и континентална Европа, вероятно по съществувал по това време сухоземен път. От тях са останали малко археологически находки, но потомците им и по-късните неолитни пришълци, главно от Пиренейския полуостров, оставят значими паметници, като гробниците от Нюгрейндж.
Благодарение на Свети Патрик и други християнски мисионери в началото на V век, християнството постепенно измества местните езически вярвания. Ирландия се превръща в център на манастирски живот, който остава слабо засегнат от политическия хаос на континента, и играе важна роля в разпространението на християнството в Северна Европа. Към 800 година започва продължилият приблизително столетие период на викингски нашествия в Ирландия, който засяга тежко местните манастири и династии, макар че и двете институции успяват да оцелеят и да асимилират нашествениците. Накрая Брайън Бору е признат за Висш крал на Ирландия и я покорява бързо, но през 1014 г. е победен и убит в битката при Клонтарф. Пристигането през 1169 година на нормански наемници, водени от граф Ричард Стронгбоу, поставя началото на повече от 7-вековна пряка намеса на норманите и англичаните в Ирландия. 
Английската корона започва да налага пълен контрол на острова едва след Реформацията, когато съмненията в  лоялността на ирландските васали предизвикват поредица от военни кампании между 1534 и 1691 година. В този период англичаните провеждат политика на активна колонизация, като в Ирландия се заселват голям брой английски и шотландски протестанти. Голяма част от старата англоговореща аристокрация остава католическа, като основното вътрешно противопоставяне все повече се превръща от езиково в религиозно. През 1613 година, чрез преразпределяне на избирателните райони в интерес на протестантите, католиците, около 85% от населението по това време, губят мнозинството си в Парламента на Ирландия. В края на века вече официално им е забранено да бъдат избирани в Парламента. Политическата власт преминава в ръцете на колонистите-англикани, а католическото мнозинство е подложено на силна политическа и икономическа дискриминация. През 1801 година Парламентът е премахнат и Ирландия става част от новото Обединено кралство Великобритания и Ирландия. Католиците получават правото да бъдат избирани в Парламента на Обединеното кралство през 1829 година, но избирателните им права са силно ограничени с имуществен ценз.
От 80-те години на XIX век  Ирландската парламентарна партия започва политическа кампания за получаване на автономия. Тя успява да постигне успех, и бива приет закон за самоуправление ( на английски: Home rule Government of Ireland Act 1914), но прилагането му  се отлага поради Първата световна война. През 1916 г. избухва Великденското въстание – първата въоръжена акция на ирландските революционери. През 1918 г. „Шин Фейн“ печели изборите и започва Ирландската война за независимост, водена от Ирландската републиканска армия (ИРА), завършила с договор между Ирландия и Великобритания за частична автономия (1922 г.). Според него Ирландия се разделя на две части: южна и северна. Така 26 от 32-те графства на Ирландия се отделят от Обединеното кралство и малко по-късно образуват Ирландската свободна държава (от 1948 година – Република Ирландия), а 6 графства остават под британско управление като Северна Ирландия, чиито вътрешни работи се управляват от отделно правителство в Белфаст. В периода 1921 – 1972 г. в Северна Ирландия не спира борбата за свобода.
По силата на мирно споразумение от 1998 г. хора и стоки преминават свободно между Великобритания и Република Ирландия. При преговорите за напускане на ЕС от страна на Великобритания въпросът за статута на границата с Ирландия е един от основните спорни въпроси.

## Държавно устройство
Ейре е парламентарна република. Народното събрание (Oireachtas) е двукамарно: Сенат (Seanad Éireann), съставено от 11 от представителите назначени от премиера, 6 избрани от 2 университета и 43 – от депутатите, и Долна камара (Dáil Éireann). Президентът (Uachtarán) има предимно представителни функции, а изпълнителната власт се упражнява от 15-членното правителство, начело с министър-председателя (Taoiseach). Ирландия е член на Европейския съюз от 1973 г.

## Административно деление
Ирландия е разделена на 4 исторически области – Ленстър, Мънстър, Конахт и Ълстър. Четирите области са разделени на 26 графства. Единствено графство Дъблин е разделено на 4 подграфства. В исторически план шестте графства на Северна Ирландия формират част от областта Ълстър, но те не са част от Република Ирландия, а от Обединено кралство Великобритания и Северна Ирландия.
Имената на графствата са следните:
- 1. Дъблин (1. Дъблин Сити, 2. Дун Леръ-Ратдаун, 3. Фингал, 4. Южен Дъблин)
- 2. Уиклоу
- 3. Уексфорд
- 4. Карлоу
- 5. Килдеър
- 6. Мийт
- 7. Лаут
- 8. Монахан
- 9. Каван
- 10. Лонгфорд
- 11. Уестмийт
- 12. Офали
- 13. Лийш
- 14. Килкени
- 15. Уотърфорд
- 16. Корк
- 17. Кери
- 18. Лимерик
- 19. Типърари
- 20. Клеър
- 21. Голуей
- 22. Мейо
- 23. Роскомън
- 24. Слайгоу
- 25. Лийтрим
- 26. Донигал

Административното деление обаче се разминава с традиционното. Според него съществуват 34 графства, от които 29 са същински, а останалите са градове. Разликите идват от това, че Типърари е разделено на Северно и Южно (от 2002), Дъблин – на 3 части (от 1994), а градовете Дъблин, Корк, Лимерик, Голуей и Уотърфорд са със статут на графства. Гореспоменатите градове, както и останалите 80, се управляват от градски съвети (city, borough и town councils), а провинцията – от съвета на графството (county council). За град може да се кандидатира населено място с повече от 7500 жители. Поради финансовата си зависимост от централния държавен бюджет и свитите си отговорности (ограничаващи се с отделни елементи на местната инфраструктура), общинската власт не е особено силна.

## Стопанство
В края на 90-те години на XX в. ирландската икономика изживява период на бурен подем, който продължава до световната икономическа рецесия от 2001 г. През онова време икономиката расте с 5 – 6% годишно, повишавайки драматично жизнения стандарт, изравнявайки го и дори надминавайки този в много други страни на Западна Европа. Това дава основание да се заговори за келтски тигър по подобие на източноазиатските тигри.
Безработицата в Ирландия през февруари 2012 г. е 14,7%.

## Население и култура

### Демография
Със своите 4 220 000 жители Ирландия е между най-малките страни в Европа. За сметка на това, населението ѝ е сравнително младо и продължава да расте с почти рекордно за Европа темпо. Продължителността на живота е 74 години за мъжете и 80 – за жените, като 20% от жителите на Ирландия са под 14-годишна възраст, а смъртността е почти двойно по-ниска от раждаемостта. В добавка към това (и за разлика от миналото) Ейре привлича по 40 – 50 000 имигранти годишно.
Извън страната живеят около 4 милиона ирландци.

### Език и грамотност
Официалните езици са ирландски и английски, но английският е успял да се наложи във всяка сфера на живота, следователно се смята, че англоговорещите са голям процент или дори 100%. Ирландският е все още първи език единствено за така наречените „гелтахт“ (Gaeltacht) – региони, където келтският преобладава (предимно области по западното крайбрежие). Ирландският е задължителен в училищата, дори (поне в близкото минало) родителите на деца, изучаващи езика, са получавали помощи. Процентът на грамотните, очаквано за развита държава, е приблизително 99.

### Етноси и религия
Ирландци – 86,9% от населението. По отношение на етнически произход, ирландците се самоопределят като: бели ирландци – 82,2%, бели ирландски номади (шелти) – 0,7%, други бели – 9,5% (общо бели – 92,4%), азиатци – 2,1%, чернокожи – 1,3%, други – 1,5%, не посочили – 2,6% (2016).
Имигранти от Обединеното Кралство – 2,5%. 6,5% от имигрантите в Ирландия произхождат от 27 страни от ЕС, останалите са африканци, американци и малък брой китайци. 
Почти всички ирландски жители принадлежат към християнски деноминации, има малки групи юдеи и мюсюлмани (последните най-вече измежду африканските имигранти).

### Селищна система
Единствените два големи града са столицата Дъблин (506 000 жители, малко над 1 000 000 с предградията) и Корк (120 000 жители, 380 000 с предградията). Следващите по големина градове (Галуей, Лимърик, Уотърфорд и Килкъни) не достигат 100 000 жители, дори и с околностите си. В останалата част от страната преобладават градчета с население между пет и десет хиляди и села със средно около 1000 жители.